# .mn
.mn — в Інтернеті, національний домен верхнього рівня (ccTLD) для Монголії.

## Домени 2-го та 3-го рівнів
В цьому національному домені нараховується близько 1,090,000 вебсторінок (станом на січень 2007 року).
У наш час використовуються та приймають реєстрації доменів 3-го рівня такі доменні суфікси (відповідно, існують такі домени 2-го рівня):
| Суфікс  | Регламентовані користувачі                                            |
| .ac.mn  | Наукові та дослідницькі установи, коледжі, університети або інститути |
| .edu.mn | Наукові та дослідницькі установи, коледжі, університети або інститути |
| .gov.mn | Державні та урядові установи                                          |
| .in.mn  | Родини, приватні особи                                                |
| .org.mn | Неприбуткові, неурядові організації                                   |
| .web.mn | Вебмайданчики                                                         |